# Cookeville (Tennessee)
Cookeville település az Amerikai Egyesült Államok Tennessee államában, Putnam megyében, melynek megyeszékhelye is. Lakosainak száma 34 842 fő (2020. április 1.).

## Népesség
A település népességének változása:

| 2010 | 30 435 |
| 2020 | 34 842 |